# Piero De Bernardi
Piero De Bernardi (Prato, 12 april 1926 - Milaan, 8 januari 2010) was een Italiaans scenarioschrijver. Tussen 1954 en 2010 schreef hij het scenario voor 119 films.

## Leven en werk
De Bernardi vormde samen met Leonardo Benvenuti een schrijversduo. Samen werkten zij onder meer aan Matrimonio all'italiana en Once Upon a Time in America . Ze schreven mee aan heel wat films van Mario Monicelli, Carlo Verdone en Neri Parenti alsook aan enkele films van Pietro Germi, Luigi Zampa en Valerio Zurlini.
Gedurende zijn carrière won De Bernardi 11 prijzen, waaronder speciale juryprijzen op het Cannes Film Festival in 1963 en 1965
De Bernardi overleed in 2010 op 84-jarige leeftijd. Hij had een dochter die actrice was: Isabella De Bernardi (1963-2021).

## Filmografie (selectie)
- 1992 - Metalmeccanico e parrucchiera in un turbine di sesso e politica (Lina Wertmüller)
- 1995 - Facciamo paradiso (Mario Monicelli)
- 1994 - Cari fottutissimi amici (Mario Monicelli)
- 1992 - Io speriamo che me la cavo (Lina Wertmüller)
- 1992 - Parenti serpenti (Mario Monicelli)
- 1989 - Lo zio indegno (Franco Brusati)
- 1987 - I picari (Mario Monicelli)
- 1987 - Io e mia sorella (Carlo Verdone)
- 1986 - Speriamo che sia femmina (Mario Monicelli)
- 1984 - Once Upon a Time in America (Sergio Leone)
- 1982 - Amici miei II (Mario Monicelli)
- 1981 - Bianco, rosso e Verdone (Carlo Verdone)
- 1981 - Il marchese del Grillo (Mario Monicelli)
- 1977 - La stanza del vescovo (Dino Risi)
- 1975 - Fantozzi (Luciano Salce)
- 1976 - Signore e signori, buonanotte (anthologiefilm van onder meer Luigi Comencini, Mario Monicelli en Ettore Scola)
- 1975 - Gente di rispetto (Luigi Zampa)
- 1975 - Amici miei (Mario Monicelli)
- 1972 - Lo chiameremo Andrea (Vittorio De Sica)
- 1972 - Alfredo, Alfredo (Pietro Germi)
- 1971 - Per grazia ricevuta (Nino Manfredi)
- 1970 - Contestazione generale (Luigi Zampa)
- 1968 - Serafino (Pietro Germi)
- 1967 - Questi fantasmi (Renato Castellani)
- 1966 - Incompreso (Luigi Comencini)
- 1966 - Io, io, io... e gli altri (Alessandro Blasetti)
- 1966 - Il compagno don Camillo (Luigi Comencini)
- 1965 - Le soldatesse (Valerio Zurlini)
- 1965 - Una questione d'onore (Luigi Zampa)
- 1964 - Matrimonio all'italiana (Vittorio De Sica)
- 1964 - Frenesia dell'estate (Luigi Zampa)
- 1963 - Mare matto (Renato Castellani)
- 1962 - Venere imperiale (Jean Delannoy)
- 1961 - La ragazza con la valigia (Valerio Zurlini)
- 1961 - Che gioia vivere (René Clément)
- 1959 - Arrangiatevi (Mauro Bolognini)
- 1958 - L'uomo di paglia (Pietro Germi)
- 1957 - Guendalina (Alberto Lattuada)
- 1955 - Le ragazze di San Frediano (Valerio Zurlini)